# Свиньин, Фёдор Николаевич
Фёдор Николаевич Свиньин (1878—1946) — русский народный сказитель-сказочник. Член Союза писателей СССР (1939).

## Биография
Родился в семье крестьянина-помора. Окончил трёхклассную школу и мореходное училище.
Ходил на судах в Печору и Мезень, в Англию, участвовал в арктической экспедиции по розыску следов экспедиции Голицына в районе Маточкина Шара.
Во время Гражданской войны ходил матросом на ледоколе № 6. В 1919 г. с группой рыбаков задержал отступающий из Мурманска бронепоезд белогвардейской Северной армии.
Одним из первых вступил в колхоз, некоторое время им руководил, после работал бригадиром промышленной бригады.
В 1932 г. от Свиньина были записаны три первые сказки.
В 1936 г. он был премирован за хорошую работу путёвкой в Дом отдыха, при этом правление колхоза разрешило ему задержаться в Петрозаводске. В это время от него было записано 44 сказки, составившие 50 авторских листов текста.
С 1937 по 1940 гг. Е. П. Родиной и Ф. С. Титковой были сделаны записи 81 сказки, много бытовых рассказов, новин, рассказов литературного происхождения и другие жанры.
Всего от него записано свыше 200 фольклорных произведений. Сочинял он и собственные сказки, былины и небывальщины, в том числе о В. И. Ленине, папанинцах, советских тружениках.
В мае 1939 года Ф. Н. Свиньин был награждён Почетной грамотой Президиума Верховного Совета Карельской АССР.
Фёдор Николаевич Свиньин умер в 1946 году.